# Toti Gomes
Toti Gomes (Bissau, 16 januari 1999) is een Portugees voetballer van Guinee-Bissause afkomst die doorgaans speelt als centrale verdediger. In de zomer van 2020 verruilde hij Estoril, waar hij debuteerde in het profvoetbal, voor Wolverhampton Wanderers. Hij debuteerde in 2023 als international van het Portugees voetbalelftal.

## Clubcarrière

### Estoril
Toti speelde in de jeugd bij Fontainhas en GDS Cascais en kwam in 2017 terecht in de jeugdopleiding van Estoril. Daar maakte hij op 5 mei 2019 tegen Académico de Viseu zijn debuut in het profvoetbal. Daarna speelde hij nog twee wedstrijden voor het eerste van Estoril en daar zou het bij blijven voor Estoril. 

### Grasshoppers
In september 2020 kocht Wolverhampton Wanderers Toti voor zo'n 800.000 euro over van Estoril, om hem vervolgens direct voor twee seizoenen te verhuren aan Grasshoppers. Daarvoor maakte hij op 12 september in de beker tegen Stade Lausanne-Ouchy zijn debuut. Zes dagen later debuteerde hij ook in de competitie tegen FC Winterthur. Op 20 oktober scoorde hij tegen SC Kriens zijn eerste doelpunt in het profvoetbal. Hij werd kampioen van de Challenge League in zijn eerste seizoen in Zwitserland. Hij speelde vervolgens nog een halfjaar in Zwitserland op het hoogste niveau, voordat hij door Wolves werd teruggehaald.

### Wolverhampton Wanderers
Door het vertrek van Romain Saïss naar de Africa Cup werd Toti samen met Grasshoppers-ploeggenoot Hayao Kawabe teruggehaald. Toti maakte op 15 januari 2022 zijn debuut voor Wolves tegen Southampton. Op 21 maart verlengde Toti zijn contract bij Wolves tot de zomer van 2027.
In april 2023 werd hij als linksback basisspeler bij Wolves. Op 6 mei scoorde hij tegen Aston Villa de enige treffer van de wedstrijd en daarmee zijn eerste voor Wolverhampton. In het seizoen 2023/24 kwam hij voornamelijk als centrale verdediger tot 42 wedstrijden in alle competities, de meeste als basisspeler. Bovendien verlengde hij dat seizoen zijn contract met twee jaar. 

## Clubstatistieken
| Seizoen | Club                    | Competitie       | Competitie | Competitie | Beker | Beker | Overig | Overig | Totaal | Totaal |
| Seizoen | Club                    | Competitie       | Wed.       | Dlp.       | Wed.  | Dlp.  | Wed.   | Dlp.   | Wed.   | Dlp.   |
| ------- | ----------------------- | ---------------- | ---------- | ---------- | ----- | ----- | ------ | ------ | ------ | ------ |
| 2018/19 | Estoril                 | Liga Portugal 2  | 3          | 0          | 0     | 0     | —      | —      | 3      | 0      |
| 2019/20 | Estoril                 | Liga Portugal 2  | 0          | 0          | 0     | 0     | —      | —      | 0      | 0      |
| 2020/21 | → Grasshoppers          | Challenge League | 34         | 2          | 2     | 0     | —      | —      | 36     | 2      |
| 2021/22 | → Grasshoppers          | Super League     | 16         | 1          | 2     | 0     | —      | —      | 18     | 1      |
| 2021/22 | Wolverhampton Wanderers | Premier League   | 4          | 0          | 1     | 0     | —      | —      | 5      | 0      |
| 2022/23 | Wolverhampton Wanderers | Premier League   | 17         | 1          | 3     | 0     | —      | —      | 20     | 1      |
| 2023/24 | Wolverhampton Wanderers | Premier League   | 35         | 1          | 7     | 1     | —      | —      | 42     | 2      |
| 2024/25 | Wolverhampton Wanderers | Premier League   | 16         | 0          | 1     | 0     | —      | —      | 17     | 0      |
| Totaal  | Totaal                  | Totaal           | 175        | 31         | 23    | 5     | 0      | 0      | 198    | 36     |

Bijgewerkt op 8 januari 2025.

## Interlandcarrière
Toti speelde één interland voor Portugal onder 20 en maakte op 16 november 2023 onder bondscoach Roberto Martínez zijn debuut voor Portugal in een EK-kwalificatiewedstrijd tegen Liechtenstein.
1 Sá ·
2 Doherty ·
3 Aït-Nouri ·
4 Bueno ·
6 Traoré ·
6 André ·
8 J. Gomes ·
9 Strand Larsen ·
11 Hwang ·
12 Cunha ·
14 Mosquera ·
15 Dawson ·
18 Kalajdžić ·
19 R. Gomes ·
20 Doyle ·
21 Sarabia ·
22 Semedo ·
24 T. Gomes ·
25 Bentley ·
27 Bellegarde ·
29 Guedes ·
30 González ·
31 Johnstone ·
33 Meupiyou ·
34 Djiga ·
37 Lima ·
39 Cundle ·
40 King ·
Coach: Pereira